# KylieFever2002: Live in Manchester
KylieFever2002: Live in Manchester är en live-DVD med Kylie Minogues konsert i Manchester den 4 maj 2002. Konserten ingick i turnén KylieFever2002. DVD:n innehåller hela konserten, som varade i två timmar, en bakom kulisserna-dokumentär på 30 minuter, låtarna "Cowboy Style", "Light Years"/"I Feel Love", "I Should Be So Lucky", "Burning Up" och ett fotoalbum.

## Låtlista
DVD
1. "Come into My World"
2. "Shocked"
3. "Love at First Sight"
4. "Fever"
5. "Spinning Around"
6. "The Crying Game Medley"
7. "GBI: German Bold Italic"
8. "Confide in Me"
9. "Cowboy Style"
10. "Kids"
11. "On a Night Like This"
12. "The Loco-Motion"
13. "In Your Eyes"
14. "Limbo"
15. "Light Years"/"I Feel Love"
16. "I Should Be So Lucky"/"Dreams"
17. "Burning Up"
18. "Better the Devil You Know"
19. "Can't Get You Out of My Head"

Bonus-CD
1. "Come into My World"
2. "Shocked"
3. "Love at First Sight"
4. "Fever"
5. "Spinning Around"
6. "The Crying Game Medley"
7. "Confide in Me"
8. "Cowboy Style"
9. "Kids"
10. "On a Night Like This"
11. "The Loco-Motion"
12. "In Your Eyes"
13. "Better the Devil You Know"
14. "Can't Get You Out of My Head"